# Żyłti brjag
Żyłti brjag (bułg. Жълти бряг) – wieś w Bułgarii, w obwodzie Chaskowo, w gminie Stambołowo. Według danych szacunkowych Ujednoliconego Systemu Ewidencji Ludności oraz Usług Administracyjnych dla Ludności, 15 czerwca 2020 roku miejscowość liczyła 699 mieszkańców.

## Osoby związane z miejscowością

### Urodzeni
- Wasił Dimitrow – bułgarski rewolucjonista, czetnik Tane Nikołowa[2].